# Chaenocarpus
Chaenocarpus — рід грибів родини Ксиларієві (Xylariaceae). Назва вперше опублікована 1831 року.

## Класифікація
До роду Chaenocarpus відносять 4 види:
- Chaenocarpus melanurus
- Chaenocarpus setosus
- Chaenocarpus setosus
- Chaenocarpus simonini